# Понте Рјо (Пезаро и Урбино)
Понте Рјо је насеље у Италији у округу Пезаро и Урбино, региону Марке.
Према процени из 2011. у насељу је живело 452 становника. Насеље се налази на надморској висини од 38 м.